# Artsem Karalek

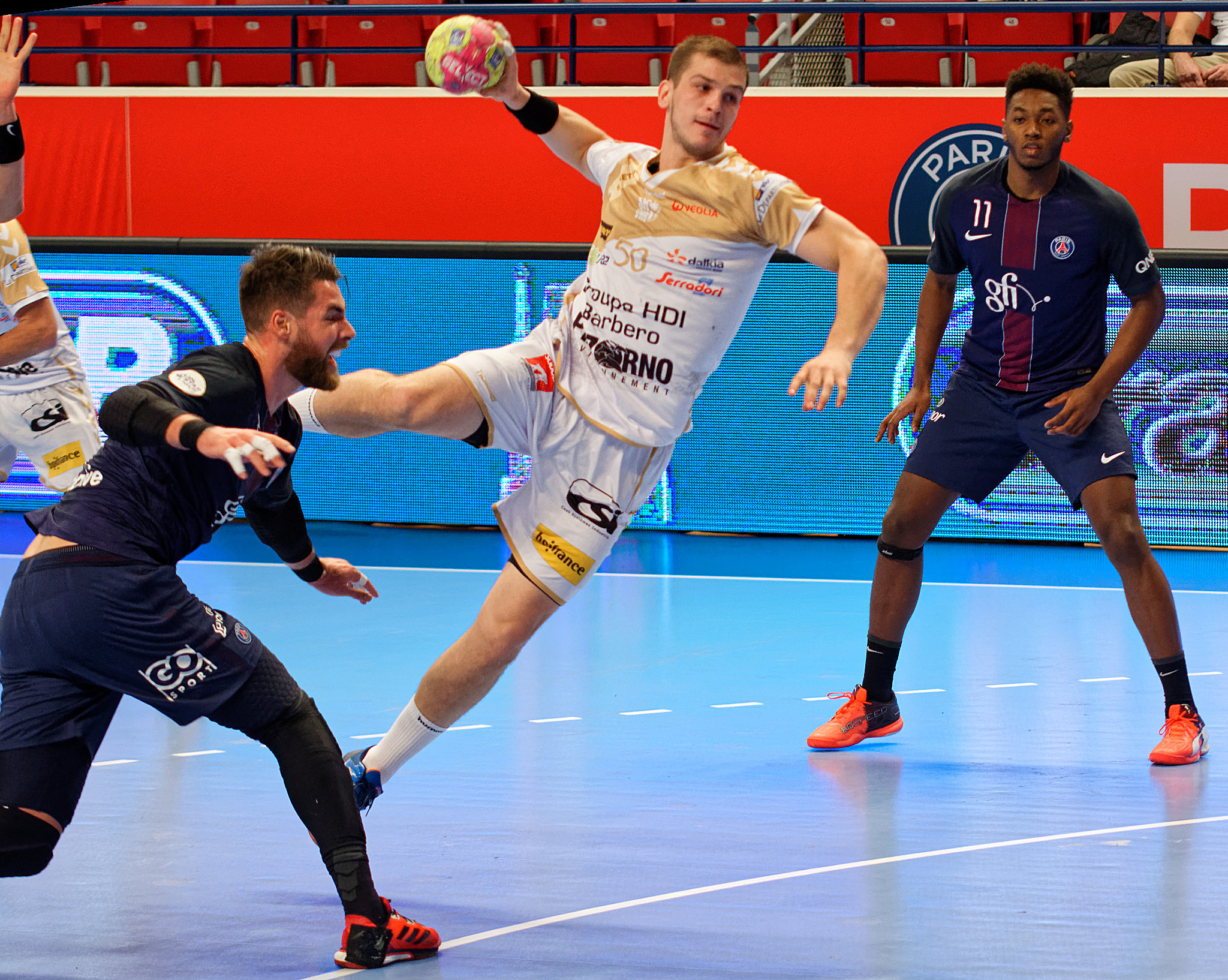
Artsem Karalek au tir avec Saint-Raphaël VHB contre le PSG en 2016.

Artsem Karalek (en biélorusse : Арцём Каралёк, pouvant être retrancrit en Artsiom Karaliok) né le 20 février 1996 à Hrodna, est un joueur de handball biélorusse. Il évolue au sein du club polonais du KS Kielce et est international biélorusse. Il a également évolué deux saisons au Saint-Raphaël VHB avec lequel il a atteint la finale de la Coupe de l'EHF 2017-2018.

## Biographie
Karalek commence sa carrière dans sa ville natale au Kronon Hrodna avant de rejoindre en 2014 le SKA Minsk. Fin novembre 2016, une fois son service militaire accompli, il est recruté par le club français Saint-Raphaël VHB. Pour son premier match en France, il réalise un exceptionnel 8 buts sur 8 tirs et est ainsi élu dans l'équipe-type dans la 10e journée du Championnat de France
Sélectionné dès 2013 en équipe nationale de Biélorussie, il participe notamment au Championnat d'Europe 2016 (10e place) puis au Championnat du monde 2017 (11e place).

## Palmarès
Compétitions internationales
- Finaliste de la Ligue des champions (C1) (2) : 2022, 2023
- Finaliste de la Coupe de l'EHF (C2) (1) : 2018
- Vainqueur de la Ligue balte de handball (1) : 2015

Compétitions nationales
- Deuxième du Championnat de Biélorussie (2) : 2015, 2016
- Championnat de Pologne : 
  - Champion (4) : 2019, 2020[3], 2021, 2022[4], 2023
  - Vice-champion (1) : 2024 (en)
- Coupe de Pologne : 
  - Vainqueur (2) : 2019, 2021
  - Finaliste (3) : 2022, 2023, 2024